# Eden Hazard
Eden Michael Walter Hazard (La Louvière, 1991. január 7. –) belga válogatott labdarúgó. Legutóbb a spanyol élvonalbeli Real Madrid játékosa volt és a belga válogatottban is szerepelt, elsősorban balszélsőként. Játékstílusát a média, edzők és játékosok az aranylabdás Lionel Messihez és Cristiano Ronaldóhoz hasonlítják.
Hazard belgiumi labdarúgó pályafutását a Royal Stade Brainois és a Tubize csapatánál kezdte. 2005-ben költözött Franciaországba és csatlakozott az első osztályú Lille-hez. Két évet töltött a klub akadémiáján, majd 2007 novemberében, 16 évesen debütált a felnőttek között. Az első teljes szezonjában elnyerte a National Union of Professional Footballers (UNFP) és az év fiatal labdarúgója díjat, ezzel ő lett az első nem francia játékos, aki elnyerte a díjat. A 2009–2010-es szezonban ismételten elnyerte a díjat, amivel ő lett az első, aki kétszer nyerte el a díjat. A bajnokság év csapatába is bekerült. 2007-es debütálása óta, Rudi Garcia irányítása alatt több mint 170 mérkőzésen szerepelt. A 2010–11-es szezonban fontos tagja volt a Lille csapatának, amely megnyerte a bajnokságot és a kupát, és ennek eredményeként ő nyerte el Az Ligue 1 év labdarúgója díját, amivel ő lett a legfiatalabb győztes. 2012 júniusában az angol Chelsea csapatához igazolt.
Válogatott szinten szerepelt a belga U17-es és az U19-es válogatottban. Főszerepet játszott abban, hogy kvalifikálták magukat a 2007-es U17-es labdarúgó-világbajnokságra és a 2007-es U17-es labdarúgó-Európa-bajnokságra. 2008 novemberében, 17 évesen és 316 naposan debütált a belga válogatottban egy Luxemburg elleni barátságos mérkőzésen. Három évvel később, 2011 októberében megszerezte első gólját a kazahok ellen.

## Magánélete
Labdarúgó családban nőtt fel. Anyja, Carine és apja, Thierry is labdarúgó volt, előbbi csatár, utóbbi félprofi védekező középpályás. Apja pályafutását a félprofi RAA Louviéroise együttesénél töltötte a belga másodosztályban. Anyja a belga női bajnokságban szerepelt, de visszavonult, amikor három hónapos terhes volt Edennel. Thierry 2009-ben vonult vissza, hogy több időt tölthessen a családjával.
Eden a legidősebb a négy Hazard gyerekből. Mind a három testvére focizik. Thorgannal egyszerre, 2012-ben igazolt a Chelsea-be, Thorgan a RC Lens csapatából, míg Eden a rivális Lille együtteséből. Másik három testvére, Thorgan a Borussia Dortmund játékosa, Kylian a Cercle Brugge KSV játékosa, míg Ethan Eden nevelő klubjában, a Turbizében nevelkedik. Hazardnak és testvéreinek a szülei kényelmes környezetet teremtettek, hogy minden adott lehessen ahhoz, hogy továbbfejlődjenek. Néhány méterre laktak egy edzőpályától, ahova gyakran jártak le gyakorolni és fejleszteni képességeiket. Eden jelenlegi barátnője Natasha. 2010. december 19-én a belga és a francia média bejelentette, hogy fiuk született, Yanis.

## Pályafutása

### Fiatal évei
Szülővárosában a Royal Stade Brainois csapatánál nevelkedett. Öt évet töltött a klubnál, majd a Tubize csapatába került. Ezek után a Lille akadémiájára került, ahol két évet töltött el, mielőtt felkerült az első csapatba.

### Lille
2005-ben csatlakozott a Lille ifjúsági akadémiájához, ahol két évet töltött el. 2007. május 28-án élete első profi szerződését írta alá a klubbal, három évre. A 2007–08-as szezon elején az ekkor még csak 16 éves Hazard a klub tartalék csapatába került, de továbbra is szerepelt a U18-asok között. Bajnoki mérkőzésen 2007. szeptember 1-jén debütált.
2007. november 14-én Claude Puel felhívta telefonon, hogy november 14-én szerepelni fog a belga Bruges ellen, majd november 24-én a Nancy ellen is szerepelt. A mérkőzés 78. percében lépett pályára, ami azt jelentette hogy bemutatkozott a felnőttek között az első osztályban. Decemberig visszatért a tartalékcsapathoz, de a téli szünet után az első csapat keretébe került, és három bajnoki mérkőzést játszhatott a Metz, a Sochaux és a Paris Saint-Germain ellen. 2008. május 17-én megszerezte első gólját a Lille tartalékcsapatában a Vitre ellen. A tartalékcsapatot 11 mérkőzésen egy góllal segítette, és az ötödik helyen végeztek.

#### 2008–09-es szezon

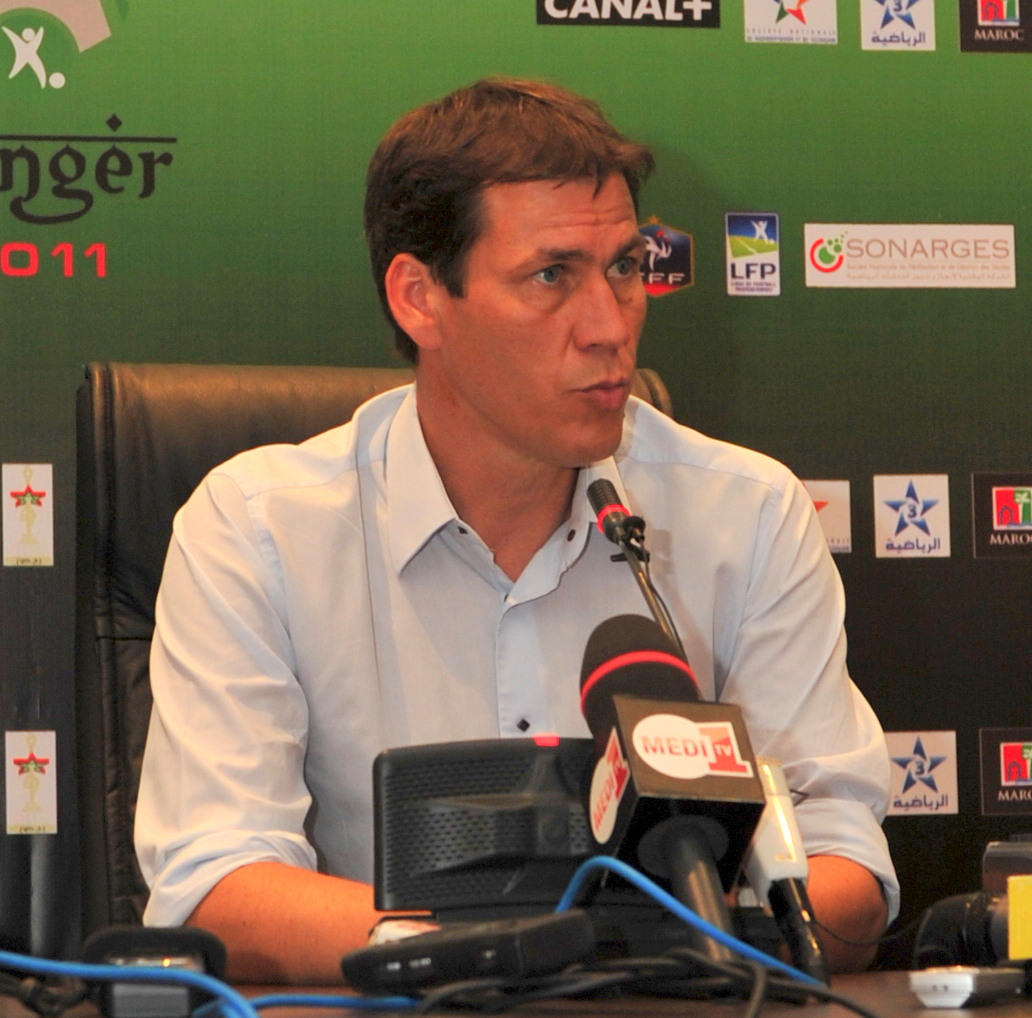
Rudi Garcia irányítása alatt töltött négy évet

A 2008–09-es szezonban, Hazard megkapta a 26-os számot, miután a 33-as számmal a hátán debütált. Az új vezetőedző, Rudi Garcia támogatta őt a fiataloknál. Először a szezonban 2008. szeptember 14-én lépett pályára a Sochaux ellen csereként, a mérkőzés 1–1-es döntetlennel zárult. Szeptember 20-án az Auxerre ellen csereként lépett pályára. A Lille 2–1-es állásnál cserélte be Hazard-t, egy szögletrúgást követően gyorsan megszerezte a labdát, majd kis távolságról jobb lábbal a kapuba lőtt. Ezzel a lövéssel a 88. percben 2–2-re alakította az állást. A Lille ezek után bizalmat szavazott neki, a mérkőzést 3–2-re megnyerték, Tulio de Melo sérülést szenvedett a mérkőzésen. Ezzel a találatával Hazard lett a legfiatalabb gólszerző a klub történelmében. Négy nappal az első gólja után veszélybe került az első profi szezonja a Montpellier elleni, 4–2-es vereséget eredményező francia ligakupa mérkőzésen. Az elkövetkező öt bajnokin mindig csereként lépett pályára, majd november 15-én a Saint-Étienne ellen kezdőként lépett pályára, a szezon során első alkalommal. Hazard góllal hálálta meg a bizalmat, és klubja 3–0-ra nyert. Remek teljesítményének jutalma az volt, hogy a Lille 2008. november 18-án hároméves szerződést ajánlott neki.
2009. január 23-án a francia kupában ő szerezte csapata második gólját az amatőr Dunkerque ellen. Két héttel később ő szerezte a győztes gólt az FC Sochaux ellen, később a Monaco ellen gólpasszt adott. 2009. március 4-én a francia kupában a legjobb 16 között góllal és két gólpasszal járult hozzá, hogy a címvédő Lyont kiejtették a kupából. Április 26-án ő lőtte csapata egyetlen gólját a bajnokságban a Marseille ellen 2–1-re elvesztett mérkőzésen. Hozzásegítette csapatát, hogy a következő szezonban az újonnan létrehozott Európa-ligában indulhassanak, mivel a bajnokságban az 5. helyen végeztek. Őt választották meg a National Union of Professional Footballers (UNFP) és az év fiatal játékosának.

#### 2009–10-es szezon
A 2008–2009-es szezonban a média folyamatos híresztelte eligazolását. A Lille elnöke, Michel Seydoux kinyilvánította, hogy nem eladó, és Hazard is kijelentette, hogy maradni akar a klubnál legalább egy szezont, bár több klub is érdeklődött iránta. Az érdeklődök közé tartozott az angol Arsenal és a Manchester United, az olasz Internazionale és a spanyol Barcelona és Real Madrid. A francia labdarúgó legenda, Zinédine Zidane személyesen javasolta a játékosnak, hogy igazoljon a Real Madridba.
| „                 | „Csodálatos futballista lehet belőle. Ő a jövő csillaga!” | ” |
| – Zinédine Zidane |                                                           |   |

A 2008–2009-es szezon jól kezdte. Góllal járult hozzá csapata 2–0-s győzelméhez az Európa-liga 3. selejtezőkörében az FK Sevojno ellen. Augusztus 27-én megszerezte második nemzetközi gólját a KRC Genk elleni visszavágón. A mérkőzés 4–2-es győzelemmel zárult. Hazardék összesítve 6–3-mal mentek tovább az Európa-liga csoportkörébe. Október 22-én gólt szerzett a Genoa CFC elleni 3–0-t hozó fontos győzelmet hozó mérkőzésen. Bal oldalról bevezette a labdát a védők között, majd 18 méterről a kapuba bombázott. Egy hónappal később nagy szerepe volt abban, hogy a cseh Slavia Prahát 5–1-re legyőzték, egy keresztlabdáját követően ügyetlenül ért hozzá a Slavia védője, Marek Suchý, ami öngólt eredményezett.
December 20-án megszerezte az első bajnoki gólját a szezonban a FC Le Mans elleni 3-1-es győzelmet hozó mérkőzésen. A másik két gólhoz, ő adta a passzt. 2010. január 30-án az ő góljával nyertek a RC Lens ellen. A győzelemmel a bajnokságban a bajnokok ligáját érő helyen maradtak. Ebben a hónapban kiestek a kupából és a ligakupából. Öt nappal később meghosszabbította szerződését 2014-ig. Március 11-én győztes gólt szerzett az angol Liverpool ellen a 83. percben, szabadrúgásból. Három héttel később három gólpasszt adott társainak a Montpellier Hérault SC elleni 4–1-re megnyert mérkőzésen. Márciusban megkapta a hónap játékosa díjat.
Április 29-én jelölték az év játékosa díjra. Ebben az évben is ő nyerte az év fiatal játékosa díjat. Az 1994-ben indult díjat csak Hazard nyerte meg kétszer. Az év játékosa díjon a második helyen végzett a Lyon csatára, Lisandro López mögött.

#### 2010–11-es szezon
Első gólját a bajnokságban 2010. augusztus 29-én szerezte meg az OGC Nice elleni 1–1-es döntetlent hozó mérkőzésen. Szeptember végén a portugál Sporting CP ellen csereként lépett pályára és gólpasszt jegyzett az Európa-liga csoportkörében, ezt követően a Toulouse, a Montpellier és a Lyon ellen is csak csereként lépett pályára.
Október 27-én a SM Caen elleni 4–1-re megnyert mérkőzésen egy gól és két gólpassz került a neve mellé. Tíz nappal később megszerezte a második gólját is a bajnokságban a Brest ellen. November 21-én két gólpasszt adott a AS Monaco ellen. 2011. január 8-án megszerezte az új esztendő első gólját az amatőr US Forbach ellen a francia kupában. A mérkőzést a Lille nyerte 3–1-re, idegenben. Január 15-én gólpasszt adott Moussa Sow-nak és Gervinhónak az OGC Nice elleni 2–0-ra megnyert hazai mérkőzésen. Január 19-én csapata második gólját szerezte a Nancy ellen 3–0-ra megnyert hazai találkozón. Március 4-én a Lille képviselői bejelentették, hogy Hazard egy évvel meghosszabbította a szerződését, így 2015-ig szóló szerződéssel rendelkezik. A Marseille ellen ő szerezte a nyitó gólt: bal lábbal 35 méterről lőtte meg a labdát, ami 95 km/h-s sebességgel repült a hálóba.
Április 2-án a 100. bajnoki mérkőzésén lépett pályára a Caen elleni, 3–1-re megnyert találkozón, és a második gólt ő szerezte. Ezzel a góllal saját, egy bajnoki idényen belüli gólcsúcsát állította be. Márciusban nevezték karrierje során másodszorra a hónap játékosa díjra. Április 19-én csereként lépett a pályára a Nice ellen, majd megszerezte az első gólt a mérkőzésen a francia kupában. A győzelemmel bejutottak a döntőbe, 1955 óta először. Május 7-én szabadrúgásból szerzett gólt a Nancy ellen. Három nappal később jelölték az év játékosa díjra, az előző évi jelölés után. A kupadöntőben 89 percet játszott a Paris Saint-Germain ellen 1–0-ra megnyert mérkőzésen. A bajnokságban is a Paris Saint-Germain ellen biztosították be a bajnoki címüket, ez volt a klub második duplázása az 1945–46-os szezon óta. Ez volt Hazard első sikerei profi karrierje során és az év játékosa díjat is megkapta, ezzel ő lett a legfiatalabb győztese a díjnak. Előző évi győzelme után az év fiatal labdarúgója címet és megkapta.

#### 2011–12-es szezon

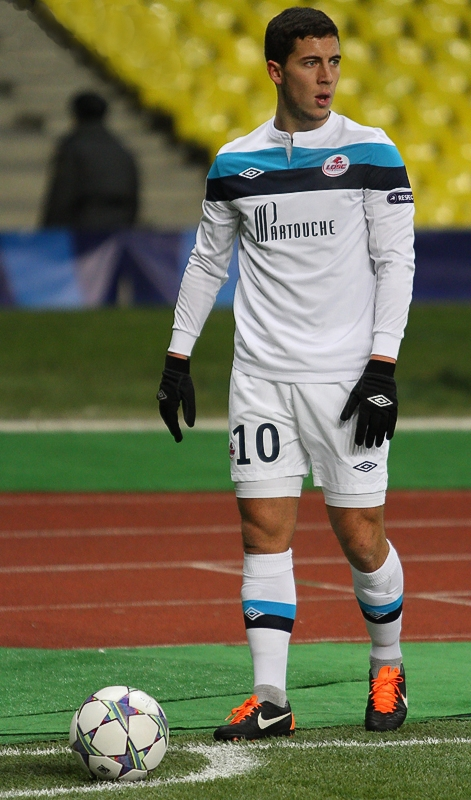
Hazard a Lille mezében

A 2011–12-es szezonban Hazard a 10-es számot viselte a mezén. A szezon első mérkőzését a francia szuperkupában az Olympique de Marseille ellen játszották, Hazard lőtte csapata második gólját, amivel 2–0 lett az állás. A Marseille később 5–4-re megnyerte a találkozót. 2011. augusztus 20-án gólpasszt adott Benoît Pedrettinek, a mérkőzést 2–1-re nyerték. Egy hónappal később, szeptember 10-én két gólt lőtt a AS Saint-Étienne ellen 3–1-re megnyert találkozón. A mérkőzés után négy nappal a bajnokok ligájában is bemutatkozott a csoportkörben az orosz CSZKA Moszkva elleni 2–2-es döntetlennel végződő mérkőzésen. A következő bajnokin büntetőt értékesített a FC Sochaux elleni 2–2-es mérkőzésen. Három nappal később egyenlítő gólt szerzett a Bordeaux ellen. Szeptember 27-én gólpasszt adott Moussa Sow-nak a török Trabzonspor elleni 1–1 alkalmával. Ezek után két hónapig nem szerzett gólt, majd december 3-án a csereként pályára lépve győztes gólt szerzett az AC Ajaccio ellen. Két nappal később Hazard-t is jelölték az Európai Labdarúgó-szövetség (UEFA) 2011-es év csapatába.
A téli szünet előtt gólt szerzett a OGC Nice elleni, 4–4-es döntetlent hozó mérkőzésen, ezzel beállította egyéni rekordját, az egy bajnoki idényen belüli szerzett góljainak számát. Január 28-án ő lőtte az első gólt a Saint-Étienne ellen 3–0-ra megnyert mérkőzésen, és két gólpasszt osztott ki. Két héttel később szabadrúgásból szerzett gólt a Bordeaux ellen 4–1-es állásnál, de végül 5-4-re kikaptak. Március 3-án 2–2-es döntetlent játszottak az AJ Auxerre ellen, mindkét gólt Hazard szerezte, a másodikat tizenegyesből.
Március 18-án a helyi rivális Valenciennes ellen góllal és két gólpasszal segítette csapatát. A következő játéknapon az Evian ellen gólt szerzett, majd gólpasszt adott Túlio de Melónak. Április 1-jén a Toulouse FC ellen 2–1-re nyertek, és Hazard ismét eredményes volt. Április 15-én gólt és gólpasszt jegyzett az Ajaccio ellen. Egy héttel később a Dijon ellen gólt és gólpasszt jegyzett. Április 29-én a Paris Saint-Germain elleni fontos mérkőzésen Javier Pastore gólja után 1–1-re javította az állást, majd Nolan Roux góljával 2–1-re nyert a Lille.
Egymást követő harmadik évben is jelölték a év labdarúgója címre, amit meg is nyert. Május 20-án a Nancy ellen mesterhármast ért el. A szezon során húsz bajnoki gólt jegyzett, amivel a góllövőlista második helyezettje lett Olivier Giroud és Nene mögött, egy góllal lemaradva.

### Chelsea
2012. június 4-én hivatalosan is bejelentették, hogy a következő szezontól a Chelsea FC játékosa lesz. Az orvosi vizsgálatokon is megfelelt. Körülbelül 33 millió angol fontért igazolták le. Hazard a 17-es mezszámot kapta meg, amit korábban José Bosingwa viselt. Első felkészülési mérkőzését a Seattle Sounders FC ellen játszotta.

#### 2012–13-as szezon

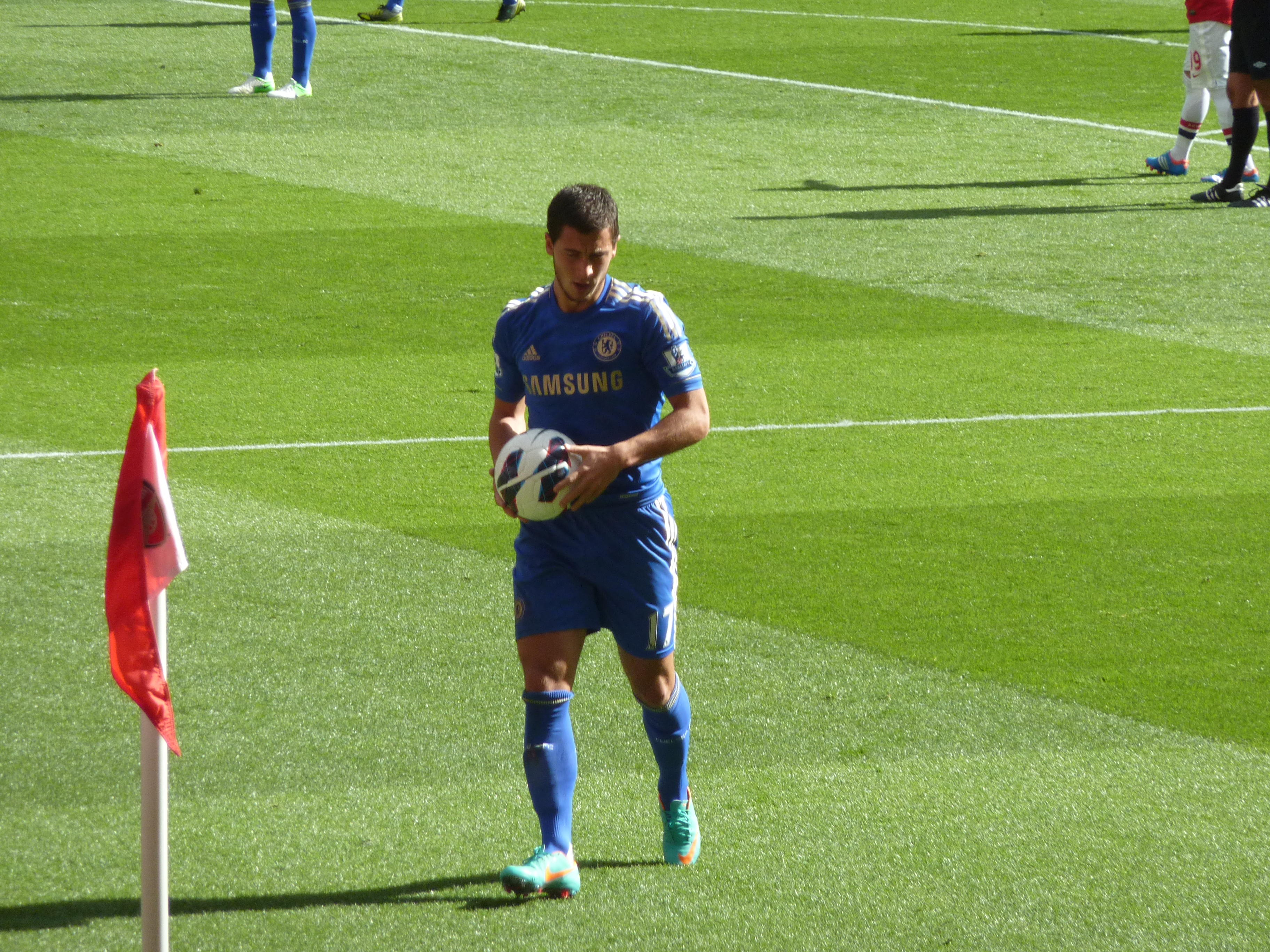
Hazard a Chelsea FC színeiben

A Chelsea színeiben hivatalos mérkőzésen 2012. augusztus 12-én, az angol szuperkupában a Manchester City ellen 3–2-re elvesztett mérkőzésen debütált. Első bajnokiján, a Wigan Athletic ellen már a második percben gólpasszt adott Branislav Ivanovićnak, majd nem sokkal később tizenegyest harcolt ki, amit Frank Lampard értékesített. Augusztus 22-én a Reading ellen is folytatta remek teljesítményét, a mérkőzésen három gólpassz került a neve mellé. Először csak szabálytalanul tudták megállítani, amivel tizenegyest harcolt ki, amit Frank Lampard értékesített, majd a következő gólpasszt Gary Cahillnek adta. A harmadik gólpasszát egy villámgyors kontra után adta Ivanovicsnak, de maga Hazard is belőhette volna a hálóba a labdát. A mérkőzést a Chelsea nyerte 4–2-re a Stamford Bridge-en. A Newcastle United ellen Fernando Torres kiharcolt tizenegyesét értékesítette, így megszerezte első gólját a Chelsea színeiben, amit később meghálált a csapattársának, lekészített labdáját Torres értékesítette. A mérkőzést a 2–0-ra nyerték meg.
A bajnokok ligája első csoportmérkőzésén a Juventus FC ellen gólpasszt adott Oscarnak. Hazard átadását 24 méterről a lőtte meg, de a labda megpattant Bonuccin, és a kapu jobb alsó sarkában kötött ki. A bajnokságban a Norwich City ellen megszerezte második bajnoki találatát is. Mata egy szólóját követően jó ütemben gurította be a védelem mögé a labdát, Hazard kilépett, és a bal alsóba helyezte Ruddy mellett. 2012. október 20-án a Tottenham Hotspur ellen gólpasszt adott Gary Cahillnek, majd Matának is a mérkőzés 69. percében. A Manchester United ellen az ligakupában Ramiresszel szemben elkövetett szabálytalanság miatt büntetőt ítéltek, amit Hazard értékesített, majd meghálálta ezt úgy, hogy az ő átadásából rúgott gólt Ramires.

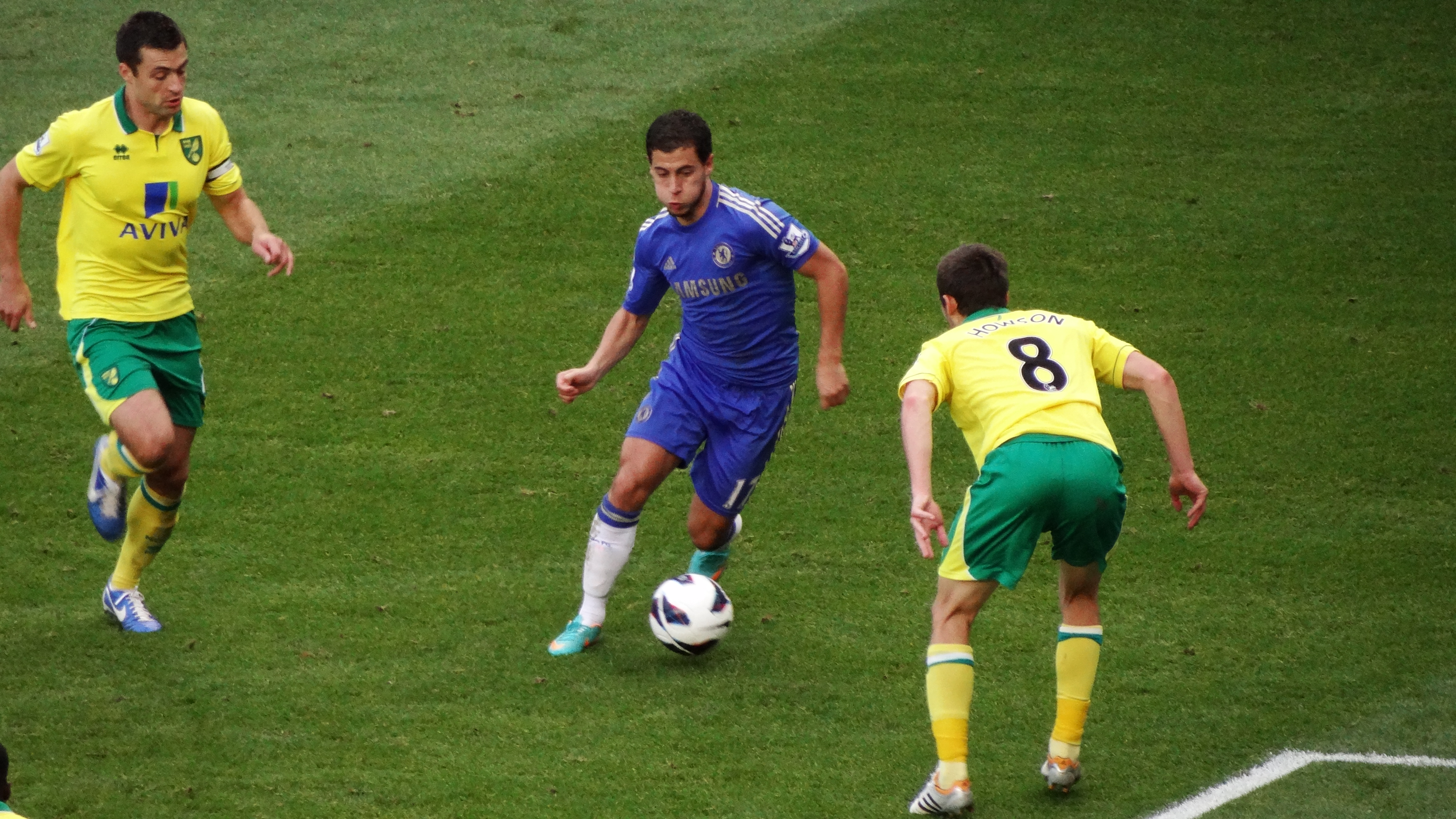
Hazard a Norwich City FC ellen

A West Bromwich Albion ellen 2–1-re elvesztett mérkőzésen a Chelsea egyetlen gólját szerezte. César Azpilicueta jobb oldali beadását fejelte éles szögből a kapu felé, ami a hazaiak játékosát, Billy Jonest érintette, majd a labda a hálóban landolt. A Bajnokok Ligájában a FC Nordsjælland ellen 3–1-es vezetésnél a bal oldalon lehagyta az emberét, az alapvonalról visszatette Torresnek, aki közelről rúgta második gólját. A mérkőzést a Chelsea nyerte 6–1-re, de tavasszal csak az Európa-ligában folytathatják, mivel a csoport 3. helyén végeztek az ukrán Sahtar Doneck mögött. A Leeds United ellen az angol ligakupában a 60. percben lépett pályára Marko Marin cseréjeként. A 81. percben Luiz előreívelt labdája Hazard elé került, aki a kapuba lőtt, majd pár perccel később Fernando Torres-nek adott labdáját a spanyol az üres kapuba lőtte. Az év utolsó mérkőzésén az Aston Villa ellen 8-0-ra megnyert mérkőzésen a hetedik gólt szerezte meg, amikor is a Villa tizenhatosán belül cselezgetett a bal oldalán, majd védhetetlenül Guzan kapujába tüzelt.

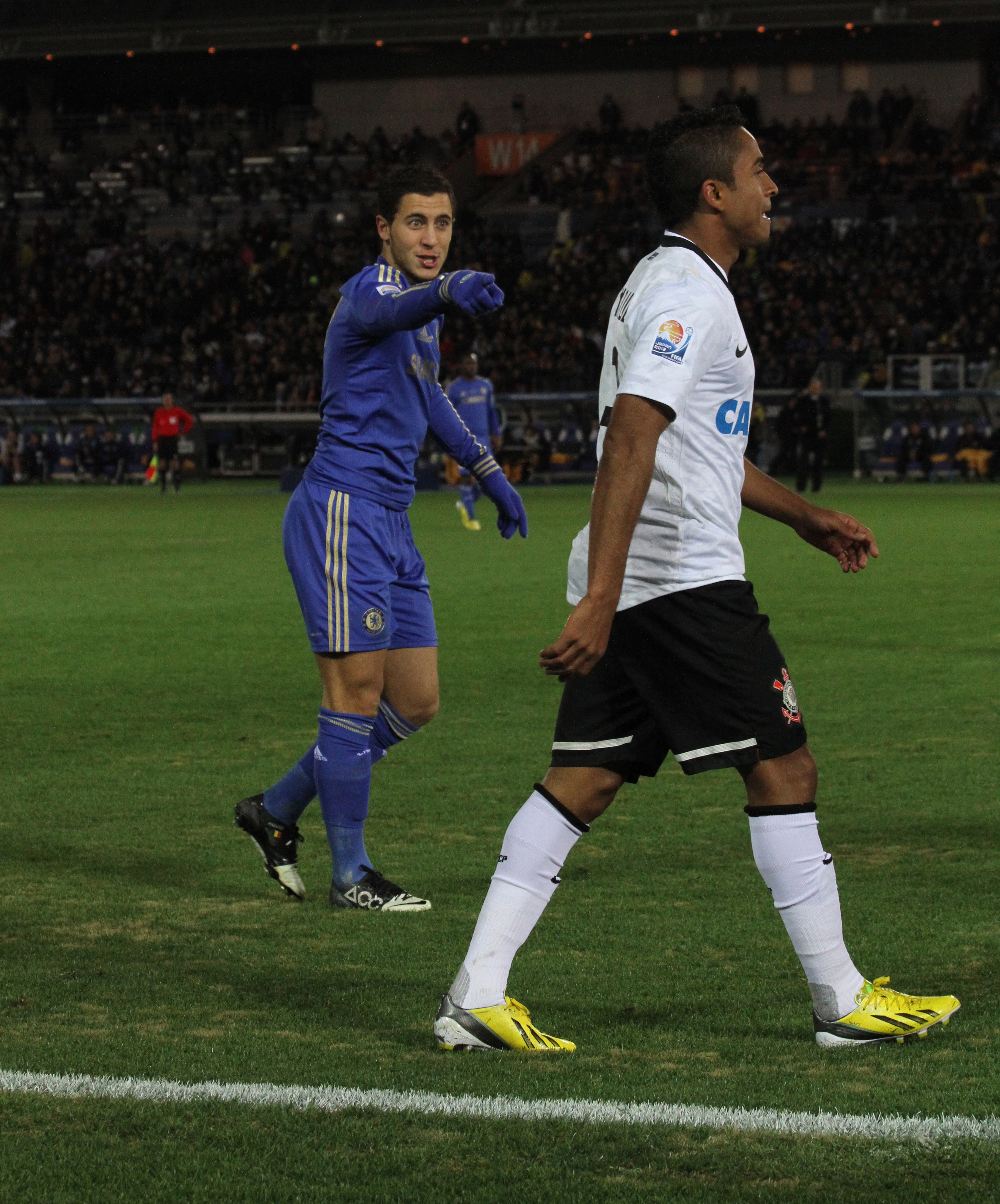
Hazard a Corinthians ellen

2013. január 5-én az FA-kupában a Southampton FC ellen a 61. percben a tizenhatos jobb sarkáról játszotta középre a labdát, amiből a berobbanó új igazolás, Demba Ba megszerezte második találatát a mérkőzésen. Ez volt a harmadik gólpassza a kupában. A Stoke City ellen 4–0-ra megnyert bajnoki találkozón az utolsó gólját szerezte csapatának, a 73. percben 25 méterről bombázott a kapu jobb felső sarkába. Január 16-án a bajnokságban a Southampton FC ellen 2–2-es döntetlent hozó mérkőzésen csapata második találatát szerezte. A 45. perc körül Ramires a bal oldali lécet találta el, Hazard azonban a kipattanó labdát 14 méterről a bal sarokba lőtte. A Wigan Athletic FC ellen az 56. percben Azpilicueta adta be a labdát, amit Hazard kapott meg, és egyből belőtte, majd 87. percben Frank Lampardnak készítette elő a labdát. A Manchester United ellen az FA-kupában az 59. percben cserélték be, és ezután pár perccel tekert 16 méterről a bal felső sarokba. Az Európa-ligában a román Steaua București ellen 3–1-re megnyert mérkőzésen Juan Mata passzát Hazard tette Torreshez a tizenhatoson belül, aki egyet tolva ballal kilőtte a bal alsó sarkot. Később a tizenhatoson belül buktatták Hazard-t, de a megítélt tizenegyest Torres a kapufára lőtte.
A West Ham United ellen hazai pályán 2–0-ra megnyert mérkőzésen Hazard gólpasszt adott a tétmeccsen 200. gólját a Chelsea színeiben megszerző Frank Lampardnak. Az 50. percben Hazard indult meg a jobb szélről befelé, majd 14 méterről a bal alsóba lőtte a labdát, kialakítva a végeredményt. A Liverpool ellen az 57. percben higgadtan a jobb alsó sarokba gurította a labdát, Reina a másik irányba vetődött. A mérkőzés 2-2-re végződött. Az Aston Villa ellen két gólpasszt osztott ki Frank Lampardnak. A 62. percben és 88. percben Lampard Hazard beadásából, az üres kapuba helyezte a labdát kialakítva a 2-1-es győzelmet idegenben és indulási jogot szereztek a jövő évi bajnokok ligájába. A szezont Európa-liga trófeával zárta csapatával, valamint 9 gólt szerzett a bajnokságban és 14 gólpasszt osztott ki társainak.

#### 2013–14-es szezon

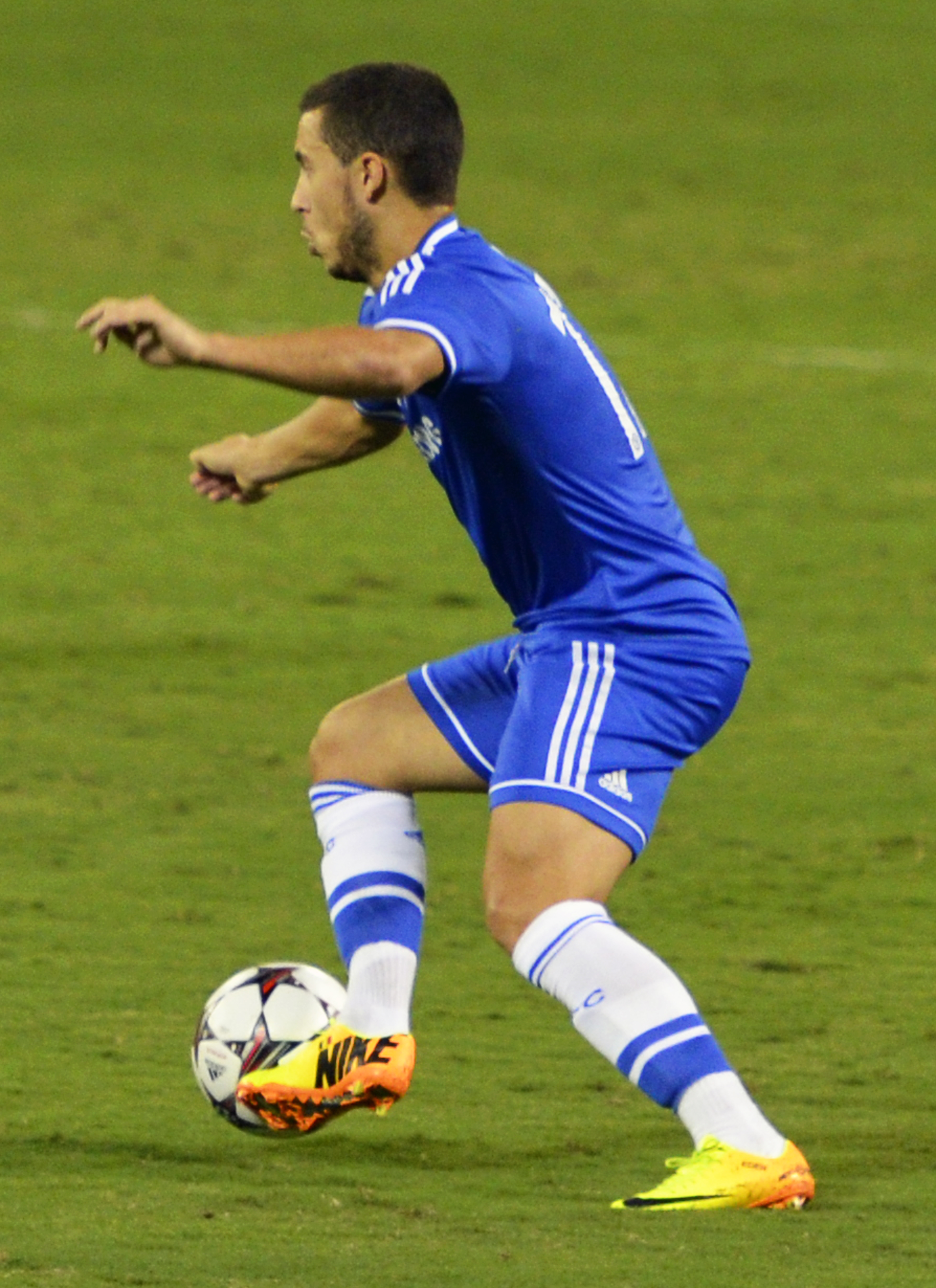
Hazard a szezon előtti barátságos mérkőzésen a Roma ellen.

2013. augusztus 21-én az Aston Villa ellen Hazard éles szögből kapura tette, Guzan szerencsétlenül a felé rohanó csapattársára ütötte ki a labdát. Luno hasáról pedig védhetetlenül pattant be a labda a hálóba. A mérkőzést a Chelsea 2-1-re nyerte meg hazai pályán. Augusztus 30-án a Bayern München elleni UEFA-szuperkupában a mérkőzés 93. percében 1-1-es állásnál a bal oldalról támadt befele és a 16-ról lőtt kapura, Neuer keze mellett ment a hálóba a labda. A mérkőzést a németek nyerték meg tizenegyespárbajban és ezzel elhódítva a kupát. A Norwich City ellen megszerezte a szezonbeli első gólját a bajnokságban. A 85. percben Tettey vette le a labdát nem éppen szerencsésen Hazardnak, aki 14 méterről, keményen középre lőtt, Ruddy csak beleérni tudott. A mérkőzést 3-1-re nyerték a kékek.
A Cardiff City ellen duplázott, valamint egy gólpasszt is jegyzett. A 33. percben Samuel Eto’o passzából volt eredményes, majd a 66. percben Hazard meghálálta a kameruni gólpasszát. A 82. percben David Marshall hibáját követően szerezte meg második gólját Hazard, kialakítva a 4-1-es hazai győzelmet. A bajnokok ligája csoportkörének harmadik fordulójában a német Schalke 04 ellen a 88. percben Ramires hajszálpontos indítását váltotta gólra. A mérkőzést az angol klub 3-0-ra nyerte meg.

### Real Madrid
2019. június 7-én a Real Madrid CF a hivatalos honlapján jelentette be, hogy leszerződtette Hazard-t, aki 2024-ig írt alá a királyi gárdához 100 millió euró ellenében.

### A válogatottban

#### Ifjúsági
Hazard szerepelt több belga ifjúsági válogatottban, az U17-es és az U19-es válogatottban. Az U17-es csapatban rendszeresen szóhoz jutott, így 17 mérkőzésen 4 gólt szerzett. Szerepelt a Totó-kupán, a Nemzetközi ifjúsági tornán Ausztriában, és a 2007-es U17-es labdarúgó-Európa-bajnokságon, amit Belgium rendezett. Az Európa-bajnokságon az első csoportmérkőzésen a hollandok ellen büntetőből gólt szerzett az 57. percben, a mérkőzés 2–2-es döntetlennel végződött. A tornán Hazard lenyűgözte a médiát és a szakértőket, és már a belga legenda Enzo Scifóhoz hasonlították. Az elődöntőben 1–1-es mérkőzésen büntető párbajban 7–6-ra alulmaradtak a spanyolok ellen. A mérkőzésen David Rochela öngólt szerzett a 63. percben, de Bojan Krkić kiegyenlített, és hosszabbítás következett, ami az eredményen nem változtatott. Hazardék a tornán a 3. helyen végeztek, és ezzel kvalifikálták magukat a 2007-es U17-es labdarúgó-világbajnokságra, amit Dél-Korea rendezett.
A 2007-es U17-es labdarúgó-világbajnokságot augusztus és szeptember közepén rendezték, amin Hazardék a csoport utolsó helyén végeztek. Októberben már az U19-es válogatottnak volt a tagja. A 2008-as U19-es labdarúgó-Európa-bajnokság selejtező mérkőzésén a románok elleni 4–0-ra megnyert mérkőzésen debütált. Ezt követően a következő csoportmérkőzésen Anglia és Izland ellen is pályán volt. Belgium mind két mérkőzést elvesztette. 2008. augusztus 7-én szerezte meg első gólját az U19-es válogatottban az észtek elleni 5–0-t hozó győztes mérkőzésen. Három nappal később a horvátok ellen két gólt szerzett. Az északírek ellen ő szerezte a mérkőzés egyetlen gólját. A svédek ellen két gólpasszt jegyzett, és maga is betalált a kapuba.

#### Felnőtt

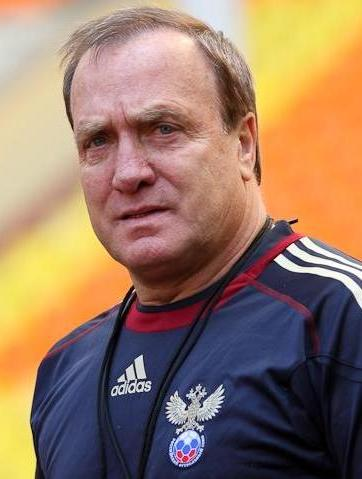
Hazard Dick Advocaatnál lett kezdő játékos

2008. november 18-án René Vandereycken hívta be a belga labdarúgó-válogatottba a Luxemburg elleni mérkőzésre. A Francia labdarúgó-szövetség is szerette volna, hogy Hazard a francia nemzeti csapatban szerepeljen, miután megkapta a francia állampolgárságot, de Hazard elutasította ezt a lehetőséget. Luxemburg ellen a 67. percben Wesley Sonck cseréjeként lépett pályára. Ezzel, 17 évesen és 316 naposan a belga futball nyolcadik legfiatalabb debütálója lett. 2009. augusztus 12-én a cseh válogatott ellen Franky Vercauteren edző keze alatt gólpasszt adott az idegenben 3–1-re elvesztett mérkőzésen. Vercauteren lemondása után, Dick Advocaat lett a szövetségi kapitány, akinél Hazard kezdő játékos lett. Először 2009. november 14-én volt kezdő a felnőtt válogatottban Magyarország ellen, a mérkőzésen két gólpasszt adott.
2010 májusában Georges Leekens váltotta Advocaatot. 2010 novemberében az oroszok ellen gólpasszt adott Romelu Lukakunak. 2011. október 17-én megszerezte első válogatottbeli gólját Kazahsztán ellen. A mérkőzést 4–1-re nyerték. 2013. február 6-án Szlovákia ellen a 10. percben tizenegyesből volt eredményes, ami a harmadik gólja volt a felnőttek között.
A 2022-es világbajnokság után visszavonult a válogatottságtól.

## Statisztika

### Klubokban
2022. február 19-én frissítve.
| Klub             | Szezon           | Liga             | Liga     | Liga | Kupa     | Kupa | Ligakupa | Ligakupa | Európa   | Európa | Egyéb    | Egyéb | Összesen | Összesen |
| Klub             | Szezon           | Bajnokság        | Mérkőzés | Gól  | Mérkőzés | Gól  | Mérkőzés | Gól      | Mérkőzés | Gól    | Mérkőzés | Gól   | Mérkőzés | Gól      |
| ---------------- | ---------------- | ---------------- | -------- | ---- | -------- | ---- | -------- | -------- | -------- | ------ | -------- | ----- | -------- | -------- |
| Lille            | 2007–08          | Ligue 1          | 4        | 0    | 0        | 0    | 0        | 0        | —        | —      | —        | —     | 4        | 0        |
| Lille            | 2008–09          | Ligue 1          | 30       | 4    | 3        | 1    | 2        | 1        | —        | —      | —        | —     | 35       | 6        |
| Lille            | 2009–10          | Ligue 1          | 37       | 5    | 1        | 0    | 2        | 1        | 12       | 4      | —        | —     | 52       | 10       |
| Lille            | 2010–11          | Ligue 1          | 38       | 7    | 5        | 3    | 2        | 2        | 9        | 0      | —        | —     | 54       | 12       |
| Lille            | 2011–12          | Ligue 1          | 38       | 20   | 3        | 1    | 1        | 0        | 6        | 0      | 1        | 1     | 49       | 22       |
| Lille            | Összesen         | Összesen         | 147      | 36   | 12       | 5    | 7        | 4        | 27       | 4      | 1        | 1     | 194      | 50       |
| Chelsea          | 2012–13          | Premier League   | 34       | 9    | 6        | 1    | 5        | 2        | 14       | 1      | 3        | 0     | 62       | 13       |
| Chelsea          | 2013–14          | Premier League   | 35       | 14   | 3        | 0    | 1        | 0        | 10       | 3      | —        | —     | 49       | 17       |
| Chelsea          | 2014–15          | Premier League   | 38       | 14   | 1        | 0    | 6        | 2        | 7        | 3      | —        | —     | 52       | 19       |
| Chelsea          | 2015–16          | Premier League   | 31       | 4    | 2        | 2    | 1        | 0        | 8        | 0      | 1        | 0     | 43       | 6        |
| Chelsea          | 2016–17          | Premier League   | 36       | 16   | 4        | 1    | 3        | 0        | —        | —      | —        | —     | 43       | 17       |
| Chelsea          | 2017–18          | Premier League   | 34       | 12   | 5        | 1    | 4        | 1        | 8        | 3      | 0        | 0     | 51       | 17       |
| Chelsea          | 2018–19          | Premier League   | 37       | 16   | 2        | 0    | 5        | 3        | 8        | 2      | 0        | 0     | 52       | 21       |
| Chelsea          | Összesen         | Összesen         | 245      | 85   | 23       | 5    | 25       | 8        | 53       | 11     | 6        | 1     | 352      | 110      |
| Real Madrid      | 2019–20          | La Liga          | 16       | 1    | 0        | 0    | —        | —        | 6        | 0      | 0        | 0     | 22       | 1        |
| Real Madrid      | 2020–21          | La Liga          | 14       | 3    | 1        | 0    | —        | —        | 5        | 1      | 1        | 0     | 21       | 4        |
| Real Madrid      | 2021–22          | La Liga          | 17       | 0    | 2        | 1    | —        | —        | 3        | 0      | 0        | 0     | 22       | 1        |
| Összesen         | Összesen         | Összesen         | 47       | 4    | 3        | 1    | —        | —        | 14       | 1      | 1        | 0     | 65       | 6        |
| Karrier összesen | Karrier összesen | Karrier összesen | 452      | 126  | 39       | 12   | 31       | 11       | 94       | 16     | 8        | 2     | 624      | 167      |

1. ↑  Magában foglalja a Francia kupa, a Francia szuperkupa, az Angol kupa és az Angol szuperkupa mérkőzéseket
2. ↑  Magában foglalja a Francia ligakupa és az Angol ligakupa mérkőzéseket
3. ↑  Magában foglalja a Bajnokok Ligája és az Európa-liga mérkőzéseket
4. ↑  Magában foglalja a FIFA-klubvilágbajnokság, az UEFA-szuperkupa, a Francia szuperkupa és az Angol szuperkupa mérkőzéseket

### A válogatottban
2021. november 13-án frissítve.
| Válogatott | Szezon   | Mérkőzés | Gól |
| ---------- | -------- | -------- | --- |
| Belgium    | 2008     | 1        | 0   |
| Belgium    | 2009     | 9        | 0   |
| Belgium    | 2010     | 7        | 0   |
| Belgium    | 2011     | 8        | 1   |
| Belgium    | 2012     | 8        | 1   |
| Belgium    | 2013     | 9        | 3   |
| Belgium    | 2014     | 11       | 1   |
| Belgium    | 2015     | 9        | 6   |
| Belgium    | 2016     | 14       | 5   |
| Belgium    | 2017     | 5        | 4   |
| Belgium    | 2018     | 16       | 6   |
| Belgium    | 2019     | 8        | 5   |
| Belgium    | 2020     | 0        | 0   |
| Belgium    | 2021     | 10       | 1   |
| Összesen   | Összesen | 116      | 33  |

### Góljai a válogatottban
Legutóbb:2019. november 16-án lett frissítve.
|    | Időpont              | Helyszín                                          | Ellenfél            | Gólok | Eredmény | Kiírás                                         |
| -- | -------------------- | ------------------------------------------------- | ------------------- | ----- | -------- | ---------------------------------------------- |
| 1  | 2011. október 7.     | Baldvin király Stadion, Brüsszel, Belgium         | Kazahsztán          | 2–0   | 4–1      | 2012-es labdarúgó-Európa-bajnokság (selejtező) |
| 2  | 2012. május 25.      | Baldvin király Stadion, Brüsszel, Belgium         | Montenegró          | 2–1   | 2–2      | Barátságos mérkőzés                            |
| 3  | 2013. február 6.     | Jan Breydel Stadion, Brugge, Belgium              | Szlovákia           | 1–0   | 3–1      | Barátságos mérkőzés                            |
| 4  | 2013. március 22.    | Philip II Arena, Szkopje, Macedónia               | Észak-Macedónia     | 2–0   | 2–0      | 2014-es labdarúgó-világbajnokság-selejtező     |
| 5  | 2013. március 26.    | Baldvin király Stadion, Brüsszel, Belgium         | Észak-Macedónia     | 1–0   | 1–0      | 2014-es labdarúgó-világbajnokság-selejtező     |
| 6  | 2014. június 1.      | Friends Arena, Solna, Svédország                  | Svédország          | 2–0   | 2–0      | Barátságos mérkőzés                            |
| 7  | 2015. március 28.    | Baldvin király Stadion, Brüsszel, Belgium         | Ciprus              | 4–0   | 5–0      | 2016-os Európa-bajnokság-selejtező             |
| 8  | 2015. június 7.      | Stade de France, Saint-Denis, Franciaország       | Franciaország       | 4–1   | 4–3      | Barátságos mérkőzés                            |
| 9  | 2015. szeptember 3.  | Baldvin király Stadion, Brüsszel, Belgium         | Bosznia-Hercegovina | 3–1   | 3–1      | 2016-os Európa-bajnokság-selejtező             |
| 10 | 2015. szeptember 6.  | GSP Stadion, Nicosia, Ciprus                      | Ciprus              | 1–0   | 1–0      | 2016-os Európa-bajnokság-selejtező             |
| 11 | 2015. október 10.    | Estadi Nacional, Andorra la Vella, Andorra        | Andorra             | 3–1   | 4–1      | 2016-os Európa-bajnokság-selejtező             |
| 12 | 2015. október 13.    | Baldvin király Stadion, Brüsszel, Belgium         | Izrael              | 3–0   | 3–1      | 2016-os Európa-bajnokság-selejtező             |
| 13 | 2016. június 5.      | Baldvin király Stadion, Brüsszel, Belgium         | Norvégia            | 2–2   | 3–2      | Barátságos mérkőzés                            |
| 14 | 2016. június 26.     | Stadium de Toulouse, Toulouse, Franciaország      | Magyarország        | 3–0   | 4–0      | 2016-os Európa-bajnokság                       |
| 15 | 2016. október 7.     | Baldvin király Stadion, Brüsszel, Belgium         | Bosznia-Hercegovina | 2–0   | 4–0      | 2018-as világbajnokság-selejtező               |
| 16 | 2016. október 10.    | Algarve Stadion, Faro/Loulé, Portugália           | Gibraltár           | 6–0   | 6–0      | 2018-as világbajnokság-selejtező               |
| 17 | 2016. november 13.   | Baldvin király Stadion, Brüsszel, Belgium         | Észtország          | 3–0   | 8–1      | 2018-as világbajnokság-selejtező               |
| 18 | 2017. augusztus 31.  | Stade Maurice Dufrasne, Liège, Belgium            | Gibraltár           | 6–0   | 9–0      | 2018-as világbajnokság-selejtező               |
| 19 | 2017. október 10.    | Baldvin király Stadion, Brüsszel, Belgium         | Ciprus              | 1–0   | 4–0      | 2018-as világbajnokság-selejtező               |
| 20 | 2017. október 10.    | Baldvin király Stadion, Brüsszel, Belgium         | Ciprus              | 3–0   | 4–0      | 2018-as világbajnokság-selejtező               |
| 21 | 2017. november 10.   | Baldvin király Stadion, Brüsszel, Belgium         | Mexikó              | 1–0   | 3–3      | Barátságos mérkőzés                            |
| 22 | 2018. június 6.      | Baldvin király Stadion, Brüsszel, Belgium         | Egyiptom            | 2–0   | 3–0      | Barátságos mérkőzés                            |
| 23 | 2018. június 23.     | Otkrityije Aréna, Moszkva, Oroszország            | Tunézia             | 1–0   | 5–2      | 2018-as világbajnokság                         |
| 24 | 2018. június 23.     | Otkrityije Aréna, Moszkva, Oroszország            | Tunézia             | 4–1   | 5–2      | 2018-as világbajnokság                         |
| 25 | 2018. július 14.     | Kresztovszkij Stadion, Szentpétervár, Oroszország | Anglia              | 2–0   | 2–0      | 2018-as világbajnokság                         |
| 26 | 2018. szeptember 7.  | Hampden Park, Glasgow, Skócia                     | Skócia              | 2–0   | 4–0      | Barátságos mérkőzés                            |
| 27 | 2018. szeptember 11. | Laugardalsvöllur, Reykjavík, Izland               | Izland              | 1–0   | 3–0      | 2018–2019-es UEFA Nemzetek Ligája (A liga)     |
| 28 | 2019. március 21.    | Baldvin király tadion, Brüsszel, Belgium          | Oroszország         | 2–1   | 3–1      | 2020-as Európa-bajnokság-selejtező             |
| 29 | 2019. március 21.    | Baldvin király tadion, Brüsszel, Belgium          | Oroszország         | 3–1   | 3–1      | 2020-as Európa-bajnokság-selejtező             |
| 30 | 2019. március 24.    | GSP Stadium, Nicosia, Ciprus                      | Ciprus              | 1–0   | 2–0      | 2020-as Európa-bajnokság-selejtező             |
| 31 | 2019. november 16.   | Kresztovszkij Stadion, Szentpétervár, Oroszország | Oroszország         | 2–0   | 4–1      | 2020-as Európa-bajnokság-selejtező             |
| 32 | 2019. november 16.   | Kresztovszkij Stadion, Szentpétervár, Oroszország | Oroszország         | 3–0   | 4–1      | 2020-as Európa-bajnokság-selejtező             |

## Sikerei, díjai

### Klubokban
Lille
- Francia bajnok: 2011
- Francia kupa: 2011

Chelsea
- Európa-liga: 2012–13, 2018–19
- Angol ligakupa: 2014–15
- Angol bajnok: 2014–15, 2016–17

Real Madrid
- Spanyol bajnok: 2019–20, 2021–22
- Spanyol szuperkupa: 2019–20, 2021–22
- Bajnokok ligája: 2021-22

### A válogatottban
Belgium
- Világbajnokság harmadik helyezett: 2018[184]